# Elijah Allen
Elijah Gabriel Allen (* 18. September 1989 in Columbus) ist ein ehemaliger US-amerikanisch-deutscher Basketballspieler. Der 1,95 Meter große Flügelspieler stand bei mehreren deutschen Zweit- und Drittligisten unter Vertrag. Allen heiratete eine Deutsche und nahm 2016 die deutsche Staatsbürgerschaft an.

## Spielerlaufbahn
Allen stammt aus Columbus im US-Bundesstaat Ohio. In seiner Heimatstadt spielte er zwischen 2003 und 2007 Basketball an der St. Francis DeSales High School, gefolgt von vier Jahren an der Northwest Missouri State University aus der zweiten Division der NCAA. Er kam während dieser Zeit auf 103 Einsätze und erzielte im Durchschnitt 12,5 Punkte und 4,8 Rebounds pro Begegnung.
In Anschluss an seine Studienzeit wurde er Basketballprofi und wechselte 2012 zum VfB 1900 Gießen in die 1. Regionalliga Süd-West. Dort spielte Allen bis zum Ende der Saison 2013/14 und nahm dann ein Angebot der Licher BasketBären aus der 2. Bundesliga ProB an. Dort verbrachte er ebenfalls zwei Jahre.
Im Juni 2016 wurde er von den Oettinger Rockets Gotha aus der zweithöchsten deutschen Spielklasse, der 2. Bundesliga ProA, verpflichtet. Im Mai 2017 feierte er mit den Thüringern den Aufstieg in die Basketball-Bundesliga. Allen war in der Saison in 41 Spielen zum Einsatz gekommen und hatte im Schnitt 5,7 Punkte pro Partie erzielt.
Anfang August 2017 wurde er vom ProA-Ligisten VfL Kirchheim verpflichtet. Im Laufe der Saison 2017/18 bestritt Allen 30 Spiele für Kirchheim, in denen er Mittelwerte von 9,8 Punkten sowie fünf Rebounds verbuchte. Mitte Mai 2018 wurde der Flügelspieler vom Bundesliga-Absteiger Tigers Tübingen verpflichtet. Er erzielte im Spieljahr 2018/19 in 30 Einsätzen im Durchschnitt 8,8 Punkte sowie 3,5 Rebounds je Begegnung. Es blieb seine einzige Saison in Tübingen. Anschließend ging er zu den Iserlohn Kangaroos in die 2. Bundesliga ProB, bei denen er im September 2019 einen Vertrag unterschrieb. Allen nahm nach einem Jahr in Iserlohn, in dem er mit 16 Punkten je Begegnung bester Werfer der Mannschaft war, ein Angebot des Ligakonkurrenten VfL Bochum an, die Verpflichtung wurde im August 2020 veröffentlicht. Allen, der sich im Laufe der Saison 2020/21 einer Knieoperation unterziehen musste, gelang mit Bochum 2021 der ProA-Aufstieg. Er wirkte in 14 Spielen mit und erzielte 9,1 Punkte pro Einsatz. Im Sommer 2021 endete seine Bochumer Zeit.
Nach dem Ende seiner Zeit als Berufsbasketballspieler widmete er sich der Trainerarbeit mit Schwerpunkt auf der Weiterentwicklung von Jugend- und Profispielern. 2023 kehrte er beim Regionalligisten Gießen Pointers aufs Spielfeld zurück.